# NEOMA Business School
NEOMA Business School er en europæisk business school med campusser i Rouen, Reims og Paris. Skolen blev grundlagt i 2013. NEOMA blev placeret på en 50. plads blandt de europæiske business schools i 2019 af Financial Times. NEOMA har ligeledes et PhD-program såvel som adskillige Master-programmer inden for specifikke managementområder, såsom marketing, finans eller iværksætteri.
NOEMA BS programmer har de tre internationale akkrediteringer AMBA, EQUIS og AACSB. Skolen har over 62.500 alumner inden for handel og politik, herunder Shi Weillang (CEO Huawei France) og Wilfried Guerrand (Hermès).